# バリー (犬)
バリー（1800年 - 1814年）は、スイスのサン・ベルナール修道院 Hospice du Grand-Saint-Bernard、Great St Bernard Hospiceで使役されていた山岳救助犬。現在のセント・バーナードの祖先といえる犬種だが、バリーの体格は現在のスタンダードよりも小型だった。雪深いアルプスで山岳救助犬としてその生涯で40人以上の人命を救ったことにより、もっとも有名なセント・バーナードといわれている。
バリーは救助中の遭難者にオオカミと間違えられて殺されたという噂があるが、これは事実ではない。バリーは救助犬を引退した後はベルンで余生を送り、死後にベルン自然史博物館に引き取られた。現在も剥製として保存されているが、頭部は1923年に当時のセント・バーナードのスタンダードにあわせて修正されている。バリーの物語と名前は多くの文学作品の題材となり、記念碑がパリ近郊の世界最初の動物霊園ともいわれるシムティエール・デ・シヤンに建てられている。サン・ベルナール修道院ではバリーにちなんで、現在でも飼育されている犬にバリーという名前が受け継がれ続けており、2004年にはサン・ベルナール修道院バリー財団 (Foundation Barry du Grand Saint Bernard) が設立され、修道院が中心となって繁殖されるセント・バーナードを管理している。

## 歴史

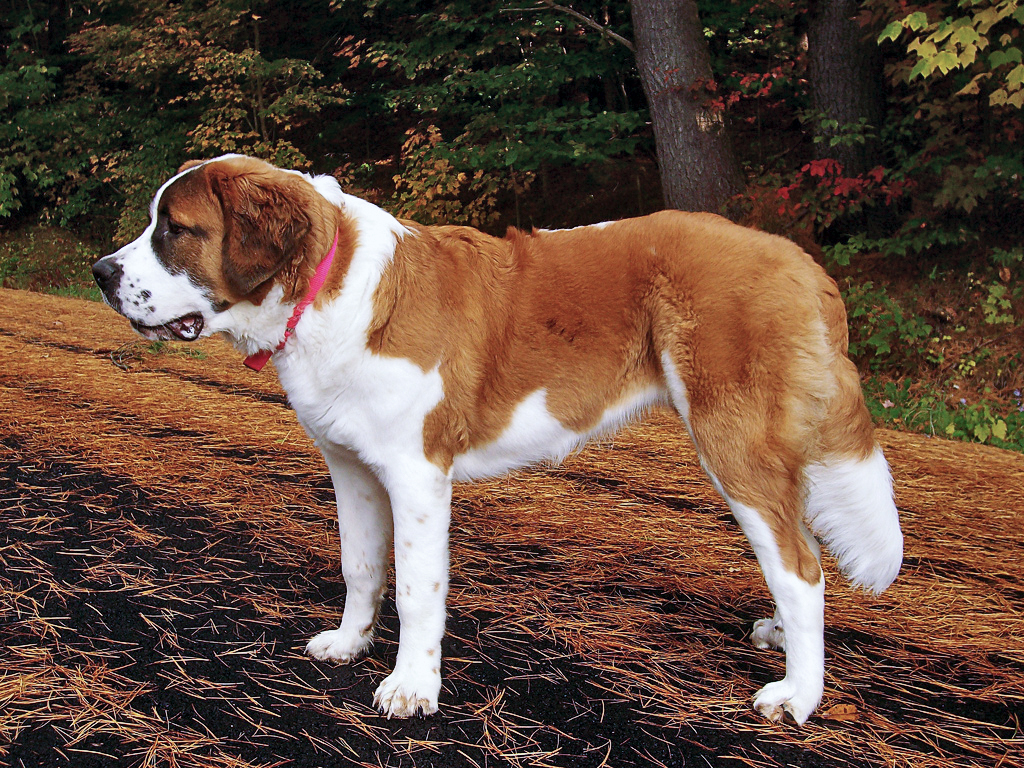
現在のセント・バーナード

グラン・サン・ベルナール峠（現在のスイス・イタリア国境）に位置するサン・ベルナール修道院の記録に最初に犬が登場するのは1707年で、「一頭の犬を埋葬した」というシンプルなものである。1660年から1670年ごろに番犬として修道院に導入されたと考えられている。ベルン自然史博物館が収蔵している古い頭蓋骨から、当時の修道院には少なくとも二種類の犬が飼育されていたとされる。バリーが生まれた1800年には山岳救助犬として特別な犬が修道院で使役されていたことが分かっており、一般的には牛飼いの犬と呼ばれていた。
現在ベルン自然史博物館に保存されているバリーの体躯は現在のセント・バーナードよりも小型である。現在のセントバーナードの体重が65キログラムから85キログラムであるのに対し、バリーの体重は40キログラムから45キログラムと推測されている。現在のバリーの剥製の体高は約64センチメートルだが、生きていたころの体高はさらに小さかったと考えられる。年代によって数に差異はあるが、バリーは山岳救助犬として40人以上の人命を救助したといわれている。バリーの記録でもっとも有名なものは、凍て付いた洞窟で凍死寸前で眠っていた少年を救助したことである。少年の上に覆いかぶさって自身の体温で少年を温めた後、背中に少年を乗せて修道院まで運んだ。そして少年は一命を取りとめて両親のもとへ戻ったとされているが、少年の母親は少年を襲った雪崩に巻き込まれて死んでいたという説もある。ベルン自然史博物館でもこの伝説の真偽は議論となっているが、動物心理学者のペーター・ケイトリンは著作で次のように述べている。

## バリーの死
シムティエール・デ・シヤンの記念碑には「バリーは40人の命を救ったが、41人目を救助している最中に絶命した」との銘が刻まれている。この物語には続きがある。山で遭難したスイス人兵士をバリーがにおいをたどって捜索し、48時間後に雪に埋もれた兵士を発見した。バリーは兵士を掘り起こし、訓練されてきた通りに上に覆いかぶさって自分の体温で兵士の身体を温めようとした。しかし、兵士が目覚めたときにバリーを自分を襲おうとしているオオカミだと勘違いし、手にしていた銃剣でバリーに致命傷を与えてしまったというものである。ジェームズ・ワトソンは1906年の著作『The Dog Book』で、この話は自身の友人で作家でもあった修道僧トーマス・ピアスから聞いたものだとしている。
しかしながら、バリーの死にまつわるこの物語は事実ではない。バリーは修道院で救助犬として12年間使役された後引退し、余生を過ごすために修道僧によってベルンへと連れて来られている。その後14歳で死を迎え、バリーの死体はベルン自然史美術館に引き取られた。2000年にはバリーの栄誉と生誕200年を記念して、ベルン自然史博物館が特別展示会を開催している。

## 後世への影響

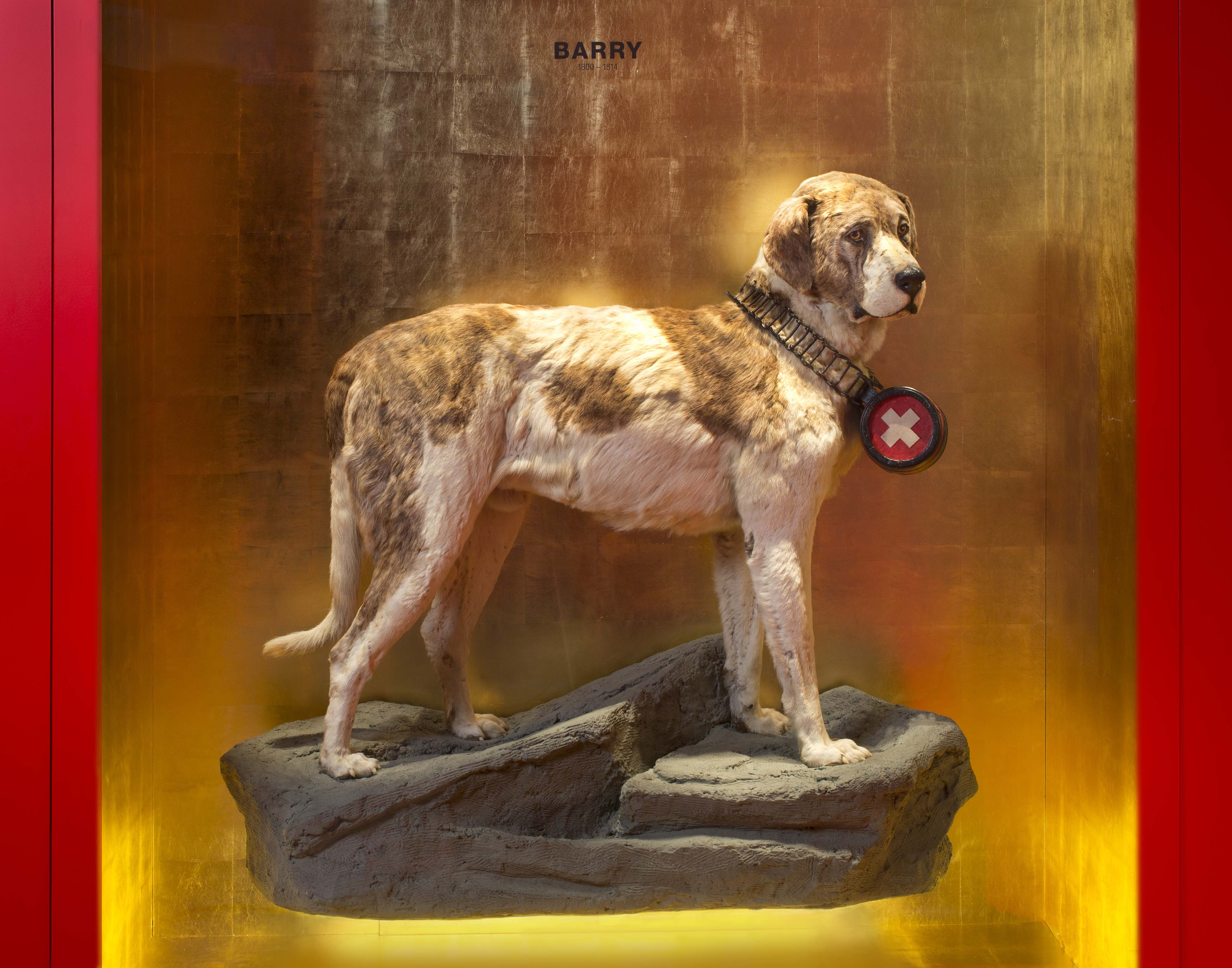
ベルン自然史博物館収蔵のバリーの剥製

サン・ベルナール修道院ではバリーを記念して、必ず一頭のセント・バーナードにはバリーという名前をつけている。バリーが活動していた時代には、バリーのタイプの犬には犬種として確立した名前がなかった。バリーの死から6年後の1820年まで、バリーはアルペン・マスチフ (en:Alpine Mastiff) と呼ばれたり、アルペン・スパニエル (en:Alpine Spaniel) と呼ばれたりしていた。イングランドでは「聖なる犬 (sacred dogs )」とも呼ばたこともあり、1828年にはドイツのケネルクラブが「アルペンドッグ」という名称を提案している。バリーが余生を過ごしたベルンでは、その死後から1860年になるまで、同じタイプの犬をバリーにちなんで「バリー・フンド（バリー犬）」と名づけていた。最初にセント・バーナード（サン・ベルナールの英語読み）という名称が与えられたのは1865年だった。そして1880年にスイスのケネルクラブがセント・バーナードという名称でこの犬種を公認したのである。
ベルン自然史博物館は、バリーが世界でもっとも有名なセント・バーナードだとしている。バリーは死後に毛皮が剥製となってベルン自然史博物館に収蔵され、毛皮以外は埋葬された。剥製にされた当初は現在のものとは異なり、頭を下げた穏やかで人に従順なポーズのものだった。その後剥製の毛皮が劣化し20以上の細片となってしまい、1923年にゲオルグ・ルプレヒトの手によって修復された。修復の過程でポーズが当初のものから変更され、ルプレヒトと博物館館長の話し合いの結果、頭部の形も当時のセント・バーナードにあわせて修正されている。もともとのバリーの頭部はストップ（鼻と額の間のくぼみ、額段）がより平坦だったが、修正後には頭部が大きくなり、ストップも明確になっている。動物画家として有名なエドウィン・ランドシーアの絵画『瀕死の旅人を救助するアルペン・マスチフ (Alpine Mastiffs Reanimating a Distressed Traveller)』で最初に紹介された、修道院での救助活動中に首輪に吊り下げていたとする神話ともいえる小さな樽が追加された。この樽は1978年に博物館館長のワルター・フーベル教授が取り除いたが、現在では再び追加されている。バリーの記念碑はパリ近郊の動物霊園シムティエール・デ・シヤン入り口の反対側に位置している。
文学作品などでは、サミュエル・ロジャースの詩『サン・ベルナール修道院 (The Great Saint Bernard )』にバリーが登場する。フランス人作家アンリ・ボルドー (en:Henry Bordeaux) が1911年に書いた小説『La Neige sur les pas 』ではバリーの業績を賞賛している。ウォルト・ディズニー・カンパニーが1977年に『サン・ベルナール修道院のバリー (Barry of the Great St. Bernard )』という題名のテレビ番組を制作しており、他にもランダムハウスの少年少女向けシリーズからは『バリー、サン・ベルナールの勇者 (Barry: The Bravest Saint Bernard )』が2007年に出版されている。

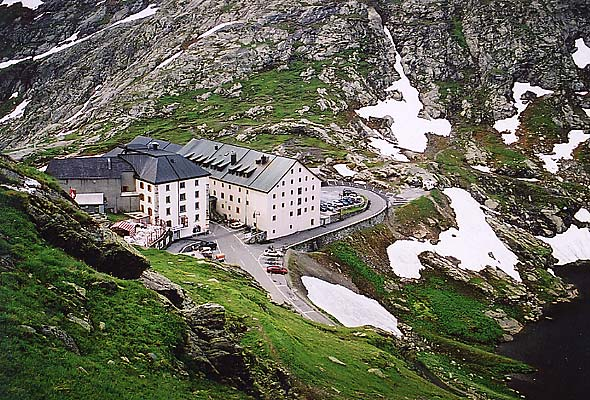
サン・ベルナール修道院

2004年9月にはサン・ベルナール修道院で18頭のセント・バーナードが飼育されていた。サン・ベルナール修道院バリー財団は山の麓のマルティニ地方 (en:Martigny) に、修道院のセント・バーナード繁殖用犬舎を設立し、年間20頭ほどの仔犬が生まれている。2009年にマルティニにドッグ・ミュージアムが建てられ、開館を記念してベルン自然史博物館からバリーの剥製が貸与された。毎年夏に修道院は犬を連れた旅行者に修道院を開放しており、現在では遭難者捜索にヘリコプターが使用されているが、山で昔ながらの犬を使った捜索を体験することが出来る。だが、ヘリコプターや探知機などの救助技術が進み、救助犬の活躍の場はすでに失われ、、修道士の数もめっきりと減ったために、18頭のセント・バーナードの世話を続けるのが難しくなり売られることになったという報道もあった。

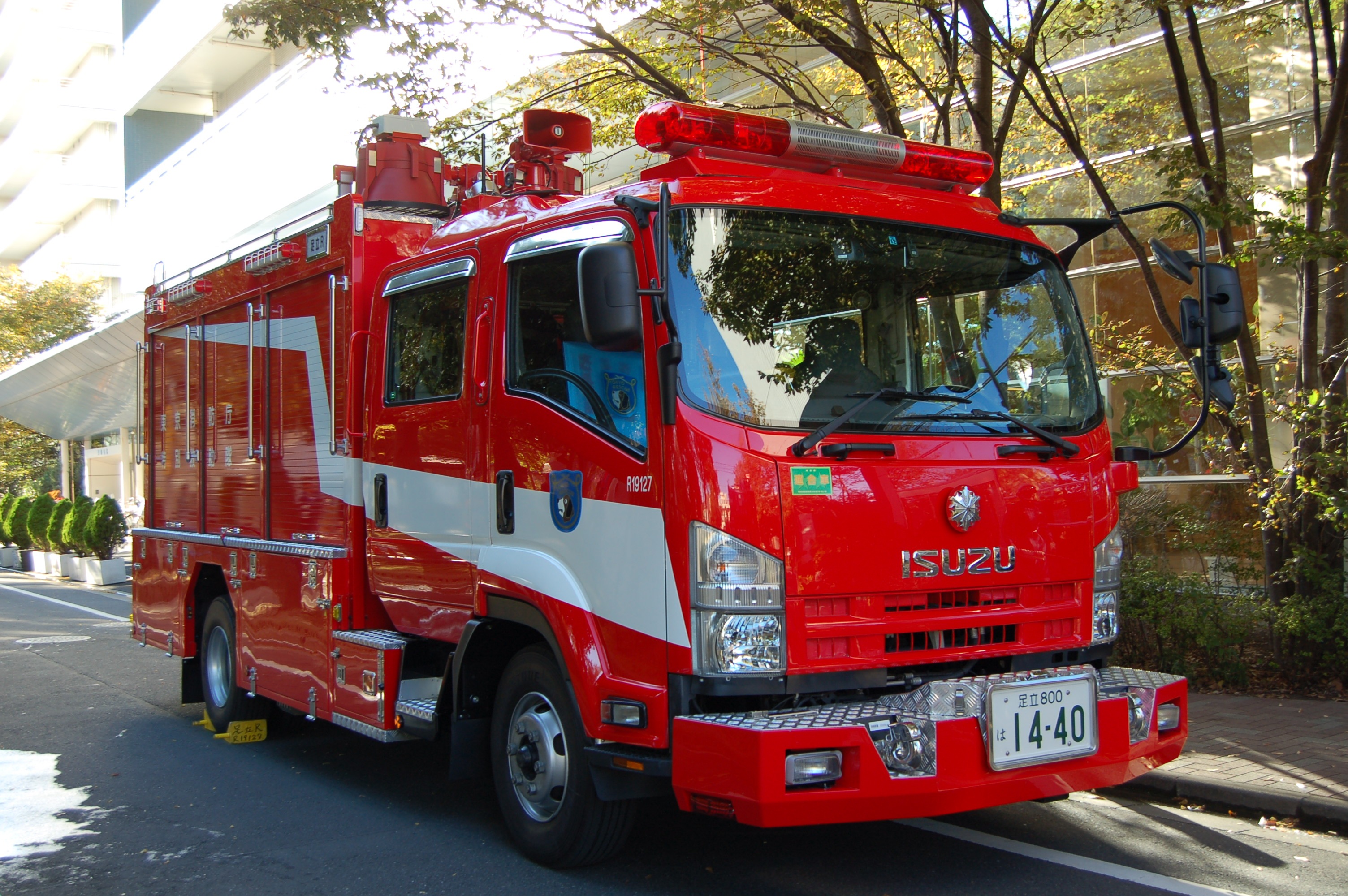
東京消防庁特別救助隊の救助工作車

なお、東京消防庁の特別救助隊や消防救助機動部隊（ハイパーレスキュー）ではバリーが描かれたワッペンを救助工作車のドア側面と救助隊員の肩に付けている。